# Душан Меліхарек
Душан Меліхарек (чеськ. Dušan Melichárek, нар. 29 листопада 1983, Прага) — чеський футболіст, воротар клубу «Мальме».

## Ігрова кар'єра
Народився 29 листопада 1983 року в місті Прага. Вихованець футбольної школи клубу «Сінот». Дорослу футбольну кар'єру розпочав 2003 року в основній команді того ж клубу, але закріпитись не зумів і здавався в оренду в нижчоліговий клуб «Веселі-над-Моравою».
Влітку 2005 року перейшов у клуб другого шведського дивізіону «М'єльбю», де швидко став основним воротарем і зацікавив представника вищого дивізіону клубу «Мальме». В лютому Душан перейшов до цієї команди на правах оренди, а вже влітку «Мальме» викупило контракт гравця. У клубі був дублером Югана Даліна, тому у чемпіонському сезоні 2010 року не провів жодної гри у чемпіонаті, а стабільно грав лише протягом частини сезону 2011 року, коли Далін був тривалий час травмований. Завдяки цьому Душан навіть зіграв у матчі за Суперкубок Швеції 2011 року проти «Гельсінгборга» (1:2).
Меліхарек вирішив не продовжувати контракт з «Мальме» після сезону 2011 року та шукати новий клуб. Він урешті-решт він повернувся в свій рідний клуб, який змінив назву на «Словацко». У клубі Меліхарек швидко став основним воротарем, але у сезоні 2013/14 отримав травму, в результаті якої втратив місце у воротах на користь Мілана Гечі.
Через це у січні 2015 року «Словацко» погодився достроково за пів року до завершення контракту відпустити гравця, щоб той приєднався до хорватського «Інтера» (Запрешич). Втім вже через тиждень він повернувся до Чехії і став гравцем «Збройовки». Цей подвійний перехід, який відбувся протягом декількох днів, викликав суперечки в Чехії, оскільки за чеськими правилами, де правило Босмана не діє, якби гравець перейшов на правах вільного агента до іншої команди з чеської ліги, а не за кордон, «Словацко» мав би право на фінансову компенсацію близько 800 тис. — 1 млн крон. В складі «Збройовки» Меліхарек відразу став основним воротарем, відігравши за 4 роки у клубі понад 100 матчів у чемпіонаті.
В січні 2019 року Меліхарек повернувся в «Мальме» через вісім років, де знову став дублером Югана Даліна, як це було раніше. За перший сезон, в якому його команда стала віце-чемпіоном Швеції, Меліхарек відіграв за команду з Мальме 2 матчі в національному чемпіонаті.

## Титули і досягнення
- Чемпіон Швеції (2):

«Мальме»: 2010, 2020